# 角斗士疱疹
角斗士疱疹是传染性最强的一种疱疹，它可通过皮肤接触传播。 20世纪60年代，新英格兰医学杂志首次完整介紹这种疾病。角斗士疱疹是由单纯疱疹病毒1型 (HSV-1) 引起 。角斗士疱疹的症狀是瘙癢、出现成片的痘痘、疼痛。患者參加參加體育運動時會導致痘痘破裂，痘痘裡面的带病毒液体會传染给队友或对手。